# سائول سالسیدو
سائول سالسیدو (انگلیسی: Saúl Salcedo؛ زادهٔ ۲۹ اوت ۱۹۹۷) بازیکن فوتبال اهل پاراگوئه است.
از باشگاه‌هایی که در آن بازی کرده‌است می‌توان به باشگاه ورزشی الیمپیا اشاره کرد.
وی همچنین در تیم‌های ملی فوتبال زیر ۲۰ سال پاراگوئه، زیر ۲۳ سال پاراگوئه و پاراگوئه بازی کرده‌است.